# Yuri Krimarenko
Yuri Krimarenko (Ucrania, 11 de agosto de 1983) es un atleta ucraniano, especialista en la prueba de salto de altura, con la que ha logrado ser campeón mundial en 2005.

## Carrera deportiva
En el Mundial de Helsinki 2005 ganó la medalla de oro en salto de alto, con un salto de 2.32 metros, quedando por delante del cubano Víctor Moya y del ruso Yaroslav Rybakov, que saltaron ambos 2.29 metros.